# Ruimtekruiser
De ruimtekruiser is een uitvinding uit de stripreeks Suske en Wiske. Met dit voertuig kunnen de verste planeten uit het zonnestelsel bereikt worden.
De ruimtekruiser maakt de start met een straalaandrijving, maar buiten de dampkring vliegt de ruimtekruiser met behulp van magnetische krachtvelden van de ether. Als men voortbeweegt door de magnetische velden gaat de ruimtekruiser zo snel dat de inzittenden alleen in een speciale cabine kunnen overleven.
Professor Barabas heeft de ruimtekruiser ontworpen in het verhaal De wolkeneters (1960). Lambik wordt in het verhaal ontvoerd door een vliegende schotel en Suske, Wiske, tante Sidonia en Jerom gaan naar het ruimteschip om Lambik te redden. Theofiel Boemerang blijkt ook stiekem aan boord van de ruimtekruiser gegaan te zijn, omdat hij wel kansen zag als handelsreiziger in de ruimte.
Er zijn enige hulpmiddelen aan boord van de ruimtekruiser:
- Er kan contact onderhouden worden met het thuisfront via radio en televisie.
- De snelgroeier is aan boord van de ruimtekruiser, zodat men snel van zaden nieuw fruit kan maken.

In De tikkende tinkan (2007) blijkt dat professor Barabas de ruimtekruiser heeft gemoderniseerd.
Ook in de Jerom-stripreeks wordt de ruimtekruiser gebruikt. Professor Barabas en tante Sidonia worden ontvoerd en Jerom neemt de ruimtekruiser mee uit de hangar van professor Barabas en vliegt Krimson achterna. Later in het verhaal De vreemde verzameling stort het voertuig brandend neer.